# Chrysopa durandi
Chrysopa durandi is een insect uit de familie van de gaasvliegen (Chrysopidae), die tot de orde netvleugeligen (Neuroptera) behoort. 
Chrysopa durandi is voor het eerst wetenschappelijk beschreven door Lacroix in 1925.